# Wim Duisenberg
Willem Frederik "Wim" Duisenberg (pronunție în neerlandeză [ˈʋɪləm ˈfreːdərɪk ʋɪm ˈdœysə(m)bɛr(ə)x], n. 9 iulie 1935, Heerenveen⁠(d), Provincia Frizia, Țările de Jos – d. 31 iulie 2005, Faucon, Provence-Alpes-Côte d'Azur, Franța) a fost un politician neerlandez al Partidului Muncitoresc (PvdA). El a fost primul președinte al Băncii Centrale Europene din 1 iulie 1998 până în 31 octombrie 2003. 

## Galerie de imagini

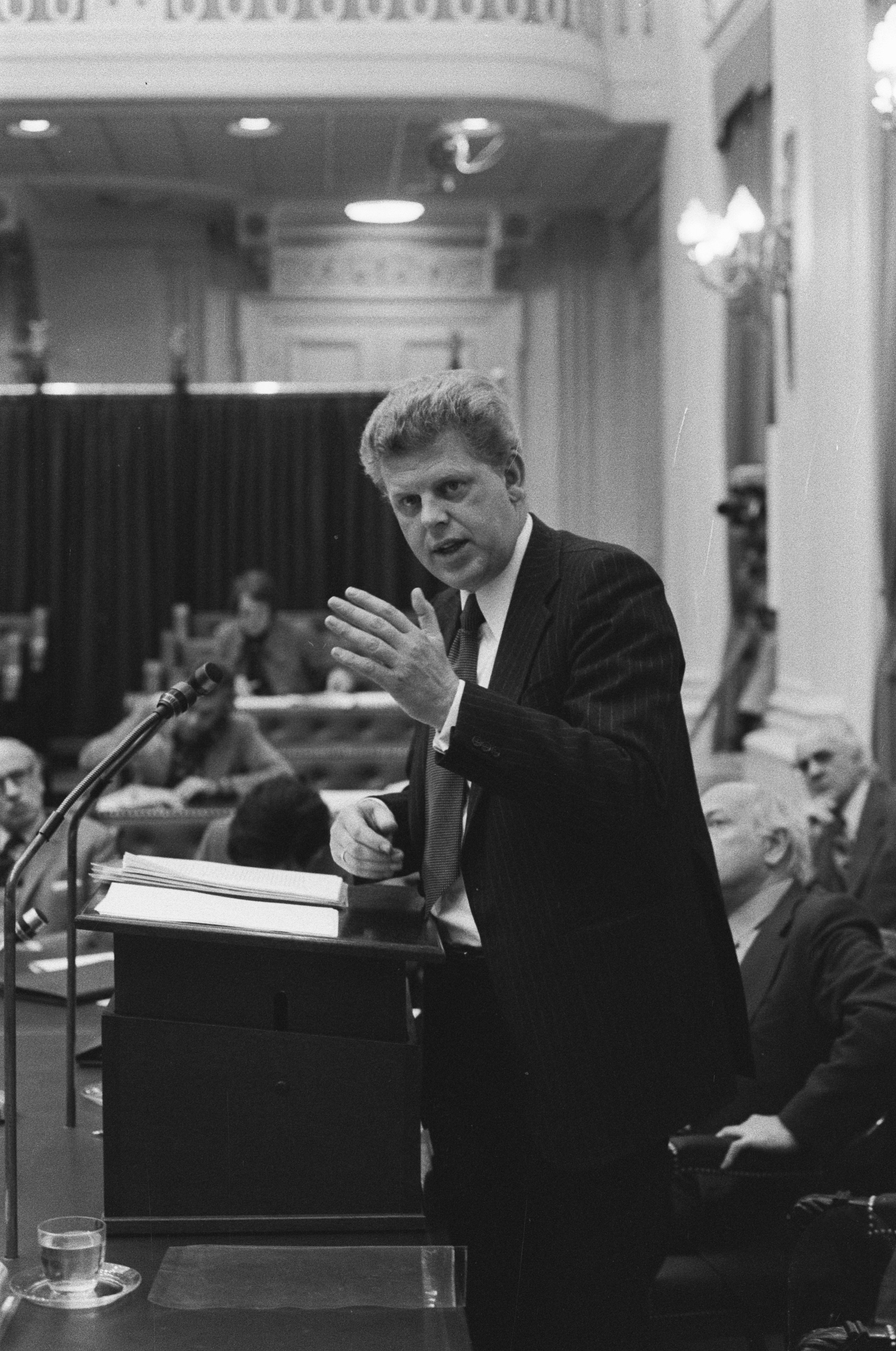
Wim Duisenberg, ministru de finanțe al Țărilor de Jos, în 1975